# Love, Reign o'er Me
 (juin 2023).
Si vous disposez d'ouvrages ou d'articles de référence ou si vous connaissez des sites web de qualité traitant du thème abordé ici, merci de compléter l'article en donnant les références utiles à sa vérifiabilité et en les liant à la section « Notes et références ».
Love, Reign o'er Me est la dernière chanson de l'opéra-rock Quadrophenia des Who. Enregistré en mai 1972 aux studios Olympic de Londres, il est complété par des pistes additionnelles le 8 juin 1973  à The Kitchen.
Elle fut également sortie en single  le 27 octobre 1973, qui atteignit la 76e place au Billboard et la 54e au Cash Box.
La version single est plus courte que celle présente dans Quadrophenia, l'introduction ayant été raccourcie.

## Caractéristiques
Le personnage central de Quadrophenia, Jimmy, en pleine crise personnelle, vole un bateau pour se rendre sur une petite île.
L'auteur de la chanson, Pete Townshend, explique :
« Le sens de Love Reign O'er Me est proche de celui de Drowned. Il fait allusion à une pensée de Meher Baba, qui évoquait que cette pluie était une bénédiction de Dieu; et que ce Tonnerre était sa voix. C'est une autre requête à noyer, mais dans ce cas seulement sous la pluie. Jimmy passe dans un épisode suicidaire. Il se résigne à l'inévitable, et tu sais, tu sais, quand c'est fini et qu'il revient en ville, il revient dans la même merde, dans la même terrible situation familiale et tout ça, mais il aura monté un cran. Il est toujours faible, mais il y a une force dans cette faiblesse. Il risque de devenir mûr. »
Cette chanson est la conclusion de l'album, le grand final. Townshend écrit ici ce qui peut être considéré comme l'un des sommets de sa carrière. Les paroles sont à la fois intimistes et universalistes, un hymne à l'amour et à l'abandon au lyrisme hors du commun. La musique est à la hauteur des paroles; la chanson, assez longue et complexe, montre des performances édifiantes des membres du groupe. La plus impressionnante reste sans doute celle de Roger Daltrey, qui tire ici le meilleur de sa voix, entre puissance et lyrisme.
Le thème et le titre de Love Reign O'er Me revient dans Quadrophenia, notamment dans les chansons I Am the Sea et I've Had Enough. Les accords de Love Reign O'er Me peuvent être entendus dans The Rock.

## Reprise de Pearl Jam
Pearl Jam, pour le film À cœur ouvert (2007) de Mike Binder, a enregistré une version de Love, Reign o'er Me.
De plus de l'avoir interprétée à la cérémonie Rock Honored the Who télédiffusée sur les ondes de VH1.

## Sources et liens externes
- (en) Cet article est partiellement ou en totalité issu de l’article de Wikipédia en anglais intitulé « Love, Reign o'er Me » (voir la liste des auteurs).
- Ressources relatives à la musique :   - Discogs
  - MusicBrainz (œuvres)
  - SecondHandSongs
- Notes sur l'album
- Tablatures pour guitare
- Site de référence sur l'album